# Lenkupie
Lenkupie (Duits: Lengkupchen) is een plaats in het Poolse district  Gołdapski, woiwodschap Ermland-Mazurië. De plaats maakt deel uit van de gemeente Dubeninki en telt 90 inwoners.